# Xavier Alegre Buxeda
Francesc Xavier Alegre Buxeda (Barcelona, 28 de juliol de 1958) és un polític català, senador al Senat d'Espanya en la XI Legislatura.
Graduat en mestratge industrial, ha treballat com a assessor tècnic de gerència d'educació a l'ajuntament de Barcelona. Ha estat militant de la UGT de Catalunya, de la que en fou secretari d'acció sindical. Políticament va militar inicialment en el PSC-PSOE, partit amb el qual fou elegit tinent d'alcalde regidor d'urbanisme i habitatge a l'ajuntament de Sant Feliu de Llobregat a les eleccions municipals espanyoles de 2003 i 2007. De 2007 a 2011 també fou conseller a l'Entitat Metropolitana del Transport.
Posteriorment abandonà el PSC per integrar-se a Ciutadans - Partit de la Ciutadania, del que en fou nomenat Delegat Territorial al Baix Llobregat-Garraf. Amb aquest partit fou escollit novament regidor a l'ajuntament de Sant Feliu de Llobregat a les eleccions municipals espanyoles de 2015, i portaveu de C's al Consell Comarcal del Baix Llobregat. En gener de 2016 fou designat senador en representació del Parlament de Catalunya en la XI legislatura.